# 江阴站
江阴站是位于中华人民共和国江苏省江阴市澄江街道皮弄村的一个铁路车站，由隶属于新长铁路的货运部分和接入沪宁沿江高速铁路并预留盐宜高速铁路的客运部分组成。其中，新长铁路车站距离线路起点新沂站412公里。无锡地铁S1线也在车站地下设有江阴高铁站，2024年1月31日开通运营。
截至2024年1月运行图，江阴站每日办客列车71趟。

## 货运
新长铁路江阴站建于2000年，地址原为一座荒山，2005年4月1日开通运营，当时仅办理货运业务，主要办理发到货物品类为钢铁、金属制品、工业机械及非金矿类。车站货场设有2条货物线，配备有36吨门式起重机，50吨汽车衡和轮对侧重仪:237。随着江阴铁路轮渡停运，新长铁路长江以北段的货运几乎饱和，但包括江阴站在内，长江以南段的货运能力目前闲置。2019年7月12日，车站从新长车务段改由无锡直属站管辖。该车站也被称为“花山老火车站”。

## 高铁
2018年开工的沪宁沿江高速铁路在既有江阴站北侧新建城际场，规划规模4台10线，其中苏南沿江铁路规模2台6线，并预留盐宜铁路2台4线。江阴站总建筑面积为42000平方米，为南沿江城际铁路工程新建的最大站房。车站站房于2021年10月12日开工，2023年4月落成，2023年9月28日开通运营。
车站设计理念为“江尾海头、巨轮启航”，外立面为波浪形铝板。候车厅顶部由菱形铝板剪切折边而成，朝向花山的南立面为玻璃幕墙，两侧的铜色栅格则源于江阴长江大桥索缆的形态。车站一层为到达层，二层为路轨，三层为出发层候车厅；地下为地铁S1线江阴高铁站。车站外的广场设有一座徐霞客雕塑。
- 落客平台
- 进站口
- 高架候车室
- 候车区域

### 车站结构

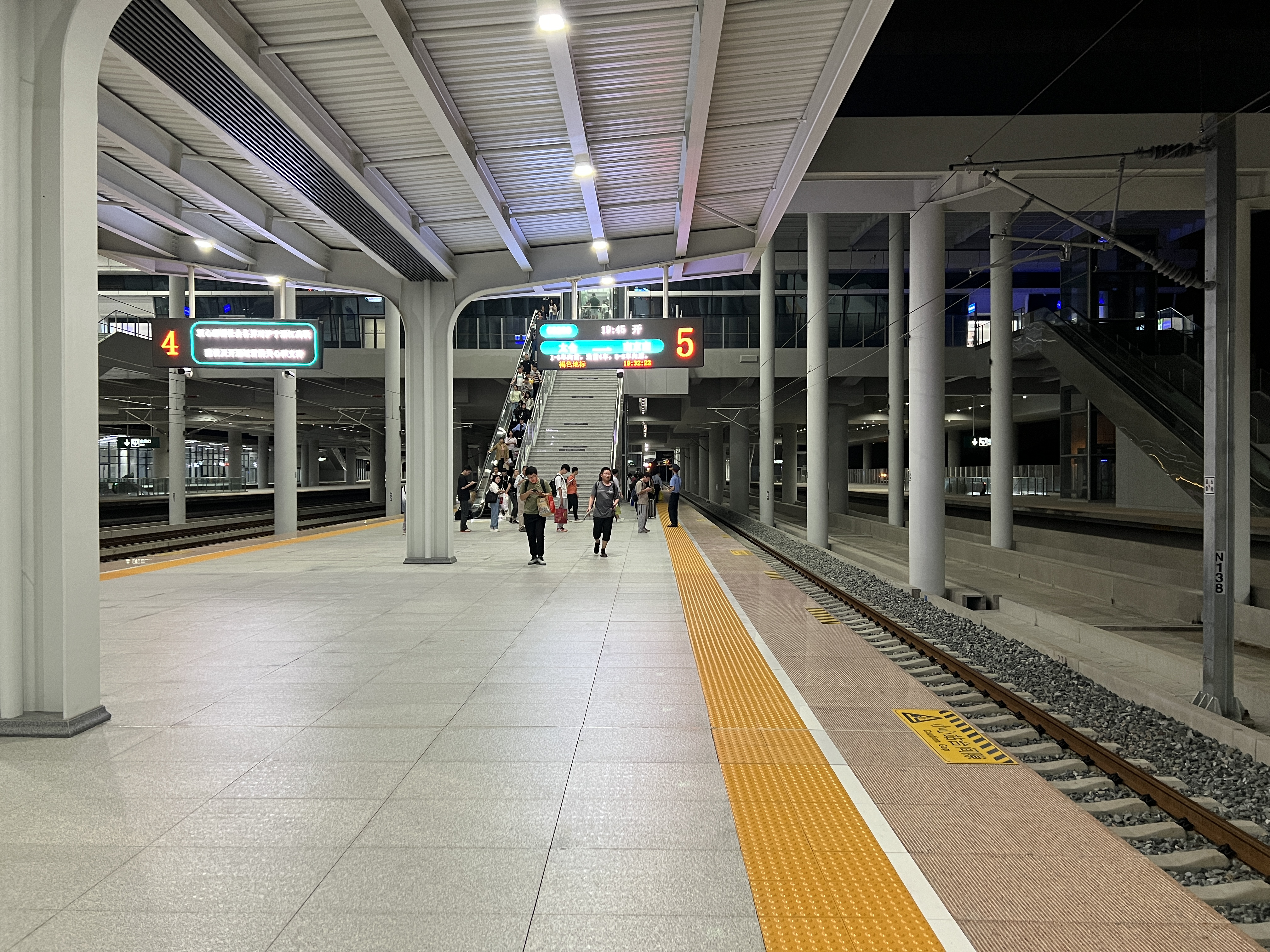
车站站台

| 地上四层 |          | 商店（尚未开放）                              |  |  |
| 地上三层 | 出发层   | 候车室、部分商店、检票口                      |  |  |
| 地上二层 | 出发层   | 安检、售票处、商务座候车室                    |  |  |
|          | 侧式站台 |                                               |  |  |
|          | 1站台    | 盐宜高速铁路 盐城方向（下站：靖江东）（预留） |  |  |
|          |          | 盐宜高速铁路 盐城方向越行线（预留）           |  |  |
|          | 2站台    | 沪宁沿江高速铁路 太仓方向（下站：张家港）     |  |  |
|          | 岛式站台 |                                               |  |  |
|          | 3站台    | 沪宁沿江高速铁路 太仓方向（下站：张家港）     |  |  |
|          |          | 沪宁沿江高速铁路 太仓方向越行线               |  |  |
|          |          | 沪宁沿江高速铁路 南京南方向越行线             |  |  |
|          | 4站台    | 沪宁沿江高速铁路 南京南方向（下站：武进）     |  |  |
|          | 岛式站台 |                                               |  |  |
|          | 5站台    | 沪宁沿江高速铁路 南京南方向（下站：武进）     |  |  |
|          |          | 盐宜高速铁路 宜兴方向越行线（预留）           |  |  |
|          | 6站台    | 盐宜高速铁路 宜兴方向（下站：惠山）（预留）   |  |  |
|          | 侧式站台 |                                               |  |  |
| 地面     | 到达层   | 出站口、补票窗口                              |  |  |

## 地铁
江阴高铁站为地下二层车站，站厅区位于地下一层，设有自动售检票系统、客服中心及11台自动取款机等；地下二楼是乘客购票后进闸候车的站台区。本站设有4个出入口，並设置直升直降的电梯，可以供残疾人使用。

### 楼层分布
| 地面              | 出入口 | 1-4出入口                                                                                                   |
| 地下一层          | 站厅   | 客服中心、自动售票机、验票机                                                                                |
| 地下二层          | 站台   | \| \| \| █ S1线往江阴外滩（江阴中醫院） \| \| 島式 · 開左邊车门 \| \| \| \| \| \| █ S1线往南方泉（南閘） \| |
|                   |        | █ S1线往江阴外滩（江阴中醫院）                                                                              |
| 島式 · 開左邊车门 |        | |
|                   |        | █ S1线往南方泉（南閘）                                                                                      |

### 出入口信息
江陰高鐵站共设4个出口，各出口及周围设施如下所示：
| 出口编号            | 地点 | 可到达目的地 |
| ------------------- | ---- | ------------ |
| 1 · 出口            |      |              |
| 2 · 出口 · （设有） |      |              |
| 3 · 出口            |      |              |
| 4 · 出口            |      |              |
| 图例： 设有         |      |              |